# Новосюлкі (гміна Добжинево-Дуже)
Новосюлкі (пол. Nowosiółki) — село в Польщі, у гміні Добжинево-Дуже Білостоцького повіту Підляського воєводства.
Населення — 27 осіб (2011).
У 1975-1998 роках село належало до Білостоцького воєводства.

## Демографія
Демографічна структура станом на 31 березня 2011 року:
|          | Загалом | Допрацездатний вік | Працездатний вік | Постпрацездатний вік |
| -------- | ------- | ------------------ | ---------------- | -------------------- |
| Чоловіки | 13      | 2                  | 9                | 2                    |
| Жінки    | 14      | 4                  | 6                | 4                    |
| Разом    | 27      | 6                  | 15               | 6                    |